# سلطة بلدي
السلطة البلدي هي إحدى أنواع السلطات الشعبية والمشهورة في مصر، حيث توجد على معظم موائد الطعام فيها.
يدل اسم السلطة هذه على جذورها العميقة في الثقافة الغذائية المصرية، وغالبًا ما تُقدم بجانب أطباق متنوعة كاللحوم المشوية واليخنات.

## التحضير
المكونات التقليدية لهذه السلطة تشمل الطماطم الناضجة والخيار المقرمش والبصل الأحمر والبقدونس الطازج. تُقطع هذه المكونات ثم تُخلط في وعاء. تُتبل هذه السلطة عادةً بعصير الليمون الطازج أو زيت الزيتون أو الملح أو الفلفل الأسود، وتُخلط هذه المكونات ثم تُسكب فوق الخضروات المفرومة. توجد بعض الاختلافات التي تُضيف أعشابًا إضافية كالنعناع أو الكمون أو الكزبرة لتعزيز النكهة.
ربما يُزال لب الخيار عند تحضير السلطة لتقليل الرطوبة الزائدة، ويُفرم البقدونس فرمًا ناعمًا مع تقليل كمية السيقان المستخدمة، وتُقلّب السلطة بلطف بعد مزج جميع المكونات لضمان توزيع التتبيلة توزيعًا متساويًا.
تكون السلطة البلدي باردة في العادة، ويمكن تقديمها مع معظم الأطباق المصرية.